# 田中未花
田中 未花（たなか みか、1975年11月12日 - ）は、日本のフリーアナウンサー。エス・オー・プロモーション所属。

## 来歴
東京都出身。フェリス女学院大学文学部卒業。大学在学中、イギリスのウエストミンスター大学に1年留学していた経験あり。
大学を卒業後、1999年4月から2年間静岡放送のアナウンサーを、2001年4月から3年間NHKさいたま放送局の契約キャスターを務めていた。
NHKとの契約の終了後、2004年にエス・オー・プロモーションに所属する。そしてジョン・ロバート・パワーズ・スクールでマナー全般を習得した後、2005年4月からフリーアナウンサーとして活動。日経CNBCのキャスターとなり、経済ニュースを2年担当する。
2007年4月、派遣先の日経CNBCで得た人脈・知識・経験をもとに、自らの会社「La Belle Flute」を立ち上げる。会社設立以後は、法人向け・経営者向けのコンサルティング事業と、研修参加者たちにマナーや話し方を伝授する講師活動を行っている。また、自らのアナウンサー経験をもとにした著書も出版している。

## 担当番組

### 静岡放送
- 極太ラジオ・いきYoh! Yoh! - キャスター
- 猛烈昼下がりアッパレ！ハレハレ - パーソナリティ
- 静岡新聞ニュース - キャスター
- お〜い！トムソーヤ テレビに出ようよ - MC、リポーター[3]

### NHKさいたま放送局
- 首都圏ネットワーク（NHK総合テレビ） - リポーター、「首都圏まるごと一週間」キャスター
- こんにちはいっと6けん（NHK総合テレビ） - リポーター
- NHKニュース おはよう日本（NHK総合テレビ） - 「ふるさとすてき旅」リポーター

### フリー転向後
- ニッポン早わかり（テレビ神奈川） - リポーター
- NACK5 NEWS（FM NACK5） - リポーター
- 日経CNBCニュース - キャスター
- 平成19年 年末調整のしかた（YouTube 国税庁動画チャンネル） - キャスター

## 著書
- 女性アナウンサーが教える 好感度アップの66の法則（2009年、ディスカヴァー・トゥエンティワン、ISBN 978-4-88759-714-3）
- 1週間で知的で品があって 親しみやすい美人に見せる方法（2013年、ディスカヴァー・トゥエンティワン、ISBN 978-4-7993-1402-9）